# Occitano languedociano

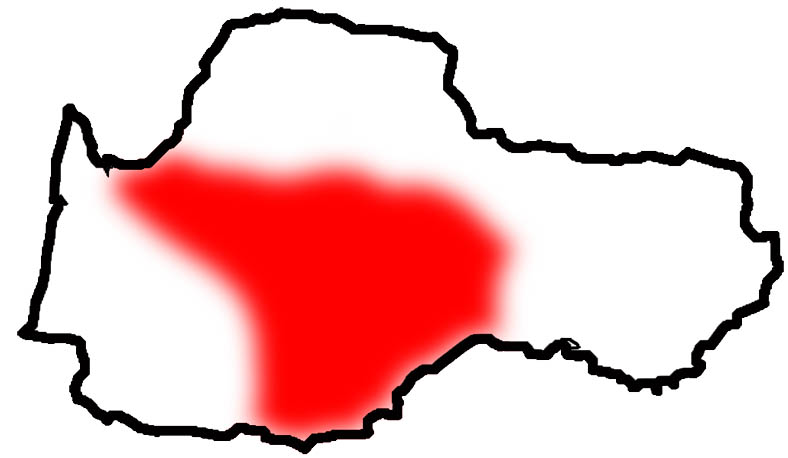

El languedociano es una variedad dialectal de la lengua occitana.

## Dominio lingüístico
El languedociano se habla en Francia, en los departamentos de Aveyron, Lot, Tarn, Aude, Hérault, y parcialmente, en los de Lot-et-Garonne, Tarn-et-Garonne, Lozère, Haute-Garonne, Ariège, Gard, Dordogne, Cantal, Pirineos Orientales y Gironde. 

## Rasgos principales
Desde el punto de vista fonético-histórico podemos señalar los siguientes rasgos, que caracterizan al languedociano en el diasistema occitano. 
- Ausencia de palatalización de los latinos ka, ga: GALLU > gal, CAPRA > cabra.
- conservación de la -s final de los plurales, rasgo que comparte con el gascón y el catalán y lo distingue del provenzal: FLORES > flors, PORTAS > pòrtas
- Patalatización parcial, en sur del dominio, del grupo latino kt: FACTU > fait, LACTE > lait.
- Mantenimiento de -l final (proveniente de -l o -ll), rasgo que lo opone al provenzal y al gascón: SAL > sal, BELLU > bèl
- Caída de la -n proveniente de n intervocálica latina. Este rasgo lo comparte con el catalán y lo diferencia del provenzal: VĪNU > vi (catalán vi, provenzal [viŋ]), BĔNE > bé.
- Mantenimiento de las consonantes oclusivas finales, característica esta que lo aproxima al catalán: LŬPU > lop.
- Neutralización de nasales -M, -NN, -NG en posición final:

## Número de hablantes
Según un informe publicado por la Oficina del Alto Comisionado de las Naciones Unidas para los Derechos Humanos, el número de hablantes de esta variedad estaría en torno a los dos millones. 